# Vacunación contra la COVID-19 en India
La vacunación contra la COVID-19 en la India es la estrategia nacional de vacunación que está en curso desde el 16 de enero de 2021 para inmunizar a la población contra la COVID-19 en el territorio, en el marco de un esfuerzo mundial para combatir la pandemia de COVID-19.
En un inicio, el operativo estimaba utilizar 600 millones de dosis, para vacunar a 300 millones de personas según su ocupación o grupo etario, y se estima que este se complete en un período de seis meses, hasta agosto de 2021.

## Desarrollo

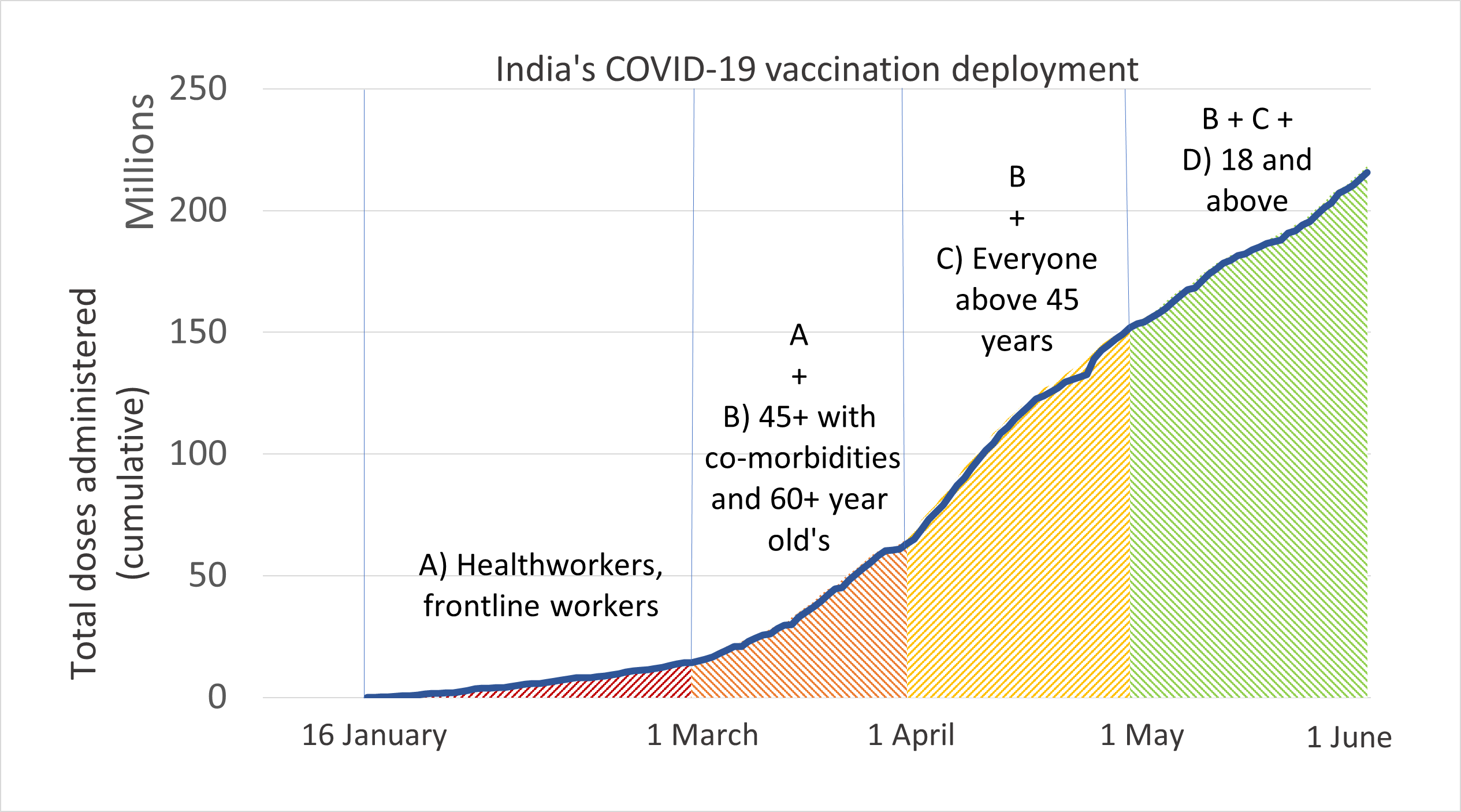
Proyección del despliegue de vacunación en la India según grupo etario.

El Serum Institute of India, con sede en Pune, anunció que solicitaría ensayos clínicos de ciertas cepas del Drug Controller General of India (DCGI) en abril de 2020. Según el presidente de la compañía, Adar Poonawalla, se entregará una vacuna para COVID-19 dentro de un año. Sin embargo, puede que no sea eficaz en un 20 a un 30% de las personas. Otras dos empresas también están tratando de desarrollar una vacuna Zydus Cadila, que está replicando un vector viral y desarrollando una vacuna de plásmido de ADN, y Bharat Biotech, con sede en Hyderabad, en colaboración con FluGen, con sede en EE. UU, Que espera los primeros ensayos clínicos de un medicamento nasal vacuna para fines de 2020.
A fines de febrero, el Serum Institute of India había comenzado los ensayos en animales de vacunas candidatas, seguido de Zydus Cadila en marzo. ICMR se asoció con Bharat Biotech en mayo para desarrollar la vacuna COVID por completo en India. Hasta mayo, había más de 30 candidatos de la vacuna COVID-19 en desarrollo en India, muchos de los cuales ya estaban en pruebas preclínicas. Según los informes surgidos en julio, ICMR se estaba preparando para lanzar la vacuna BBV152 COVID o Covaxin, la primera vacuna COVID-19 de la India el 15 de agosto, luego de sus ensayos en humanos en curso en julio. Aunque, se mencionó que la fecha límite posterior solo tenía la intención de reducir la "burocracia" y el plazo esperado de cualquier vacuna india no debe ser antes de 2021. 
Se ha informado que COVAXIN tiene resultados positivos en animales para desarrollar inmunidad contra COVID-19 en ensayos preclínicos. A mediados de julio, Zydus Cadila también había seguido con ensayos en humanos de su vacuna llamada ZyCoV-D. A principios de agosto, SII obtuvo la aprobación de DCGI para las fases de prueba II y III. El SII también se ha unido a GAVI en asociación con la Fundación Bill y Melinda Gates para producir 100 millones de dosis de vacunas para países en desarrollo. En septiembre, el ministro de ciencia de la India, Dr. Harsh Vardhan, anunció que la primera vacuna para su uso estará disponible para el primer trimestre de 2021.
Se supone que 30 millones de trabajadores de la salud que tratan directamente con pacientes con COVID, especialmente médicos y otro personal médico, deben ser los primeros en recibir la vacuna.

## Fases de vacunación
- Fase 1: Inició el 16 de enero de 2021 y se dirigió a 10 millones de trabajadores del sector sanitario, seguidos por 20 millones de trabajadores en la primera línea de acción contra el virus. La etapa estaba prevista a completarse el 31 de marzo, y el 3 de abril las inscripciones para dicho grupo fueron cerradas. Se sabe que hasta entonces, el 67% del personal de salud fue vacunada parcialmente (con una dosis), mientras que un 47% de la población objetivo recibieron sus dos dosis y estaban completamente inmunizados contra la COVID-19.

- Fase 2: Comenzó el 3 de marzo de 2021 y estaba destinada a vacunar a los mayores de 45 años con comorbilidades y a los ancianos de 60 años a más. El primero de abril, se aperturó el registro para la vacunación de los mayores de 45 años. Durante marzo, la escasez en el suministro de dosis fue evidente.

## Vacunación por estado

### Andhra Pradesh
Andhra Pradesh había recibido 370 mil dosis de Covishield y 20 mil de Covaxin. Se decidió que solo se administraría Covishield. El estado tiene como objetivo vacunar a 32 mil personas al día. Sin embargo, en los dos primeros días, solo se pudo vacunar al 61% y al 47,8% de los objetivos de esos días. Hubo dos casos de eventos adversos, pero ninguno requirió hospitalización.

### Bihar
Bihar recibió 569 mil dosis de la vacuna. 464 mil 160 trabajadores de la salud se habían inscrito para recibir la vacuna y el estado espera vacunar a 30 mil personas al día en 300 sitios. Algunos médicos tenían dudas sobre la eficacia de Covaxin y se negaron a tomarlo.